# Demjan Bedny

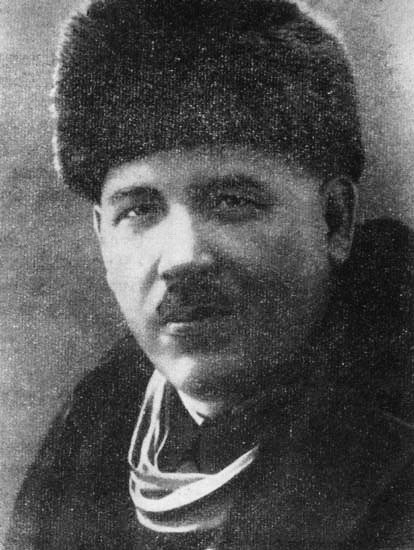
Demjan Bedny

Demjan Bedny (russisch Демьян Бедный; eigentlich Jefim Alexejewitsch Pridworow, russ. Ефим Алексеевич Придворов; * 1. Apriljul. / 13. April 1883greg. in Gubowka, Gouvernement Cherson, Russisches Kaiserreich; † 25. Mai 1945 in Moskau) war ein russischer Dichter.
Demjan Bedny stammte aus einer Bauernfamilie aus Gubowka im Gouvernement Cherson (heute ukrainisch Hubiwka in der Oblast Kirowohrad). Nach einer Feldscherausbildung nahm er in Sankt Petersburg ein Studium auf. Bereits 1899 erschienen seine ersten Fabeln und Gedichte. 1912 trat er der Sozialdemokratischen Arbeiterpartei Russlands bei. Nach der Oktoberrevolution verfasste Bedny politische Lieder und Gedichte, die ihn sehr populär machten.
Anfang der 1930er reiste Bedny zusammen mit dem Schriftsteller Walentin Katajew zum Bauplatz eines Wasserkraftwerks am Dnepr und besuchte landwirtschaftliche Kollektive an Don und Wolga. 1937 forderte er im Auftrag der stalinistischen Staatsführung in Gedichten die Erschießung von „Volksfeinden“. 1938 wurde er aus der KPdSU ausgeschlossen. Während des Zweiten Weltkriegs schrieb Bedny antideutsche Fabeln und Spottgedichte, konnte seine frühere Popularität jedoch nicht wiedererlangen.
Das Pseudonym Bedny, wörtlich „der Arme“, verwendete der Dichter, der sich insbesondere in den 1920er-Jahren durch scharf antireligiöse Werke hervortat, seit dem Beginn seiner schriftstellerischen Tätigkeit. Er gilt als eines der Vorbilder für die Figur des Dichters Iwan Nikolajewitsch Ponyrew mit dem Pseudonym Besdomny („der Obdachlose“) in Michail Bulgakows Roman Der Meister und Margarita.
Seine private Bibliothek soll 30.000 Bücher umfasst haben.
Die Kleinstadt Spassk in der russischen Oblast Pensa trug von 1925 bis 2005 zu seinen Ehren den Namen Bednodemjanowsk. Nach dem Dichter wurde 1985 in der Sowjetunion auch das Schiff Demyan Bednyy benannt, das bis heute im Einsatz auf dem ostsibirischen Fluss Lena ist.